# 因州弁
因州弁（いんしゅうべん）は、鳥取県東部（因幡地方）で話されている日本語の方言である。鳥取弁（とっとりべん）とも言う。中国方言の東山陰方言に属する。兵庫県北部の但馬地方のうち、鳥取県に近い新温泉町などでは、かなり似た方言が話される（但馬弁参照）。
鳥取県中部（伯耆国東部）の倉吉弁は同じ東山陰方言に属しており因州弁に近いが、いくつかの相違点がある。西部の西伯耆方言は雲伯方言に分類され、東山陰方言とは区別される。

## 発音
平安・鎌倉時代の[au]連母音に由来する開音は、鳥取県全域を含む山陰一帯で[aː]に変化した。そのため、推量や勧誘の表現で「行かあ」（行こう）、「～だらあ」（～だろう）などと言ったり、「買った」を山陽のような「買うた」ではなく「買った」や「買あた」と言う。
アクセントは中輪東京式であるが、因州弁の特徴として「一つ上がりアクセント」がある。「いなか」「きもの」のように、アクセントの上がり目が後ろに下がり、高く発音される音節が一拍のみになる。この特徴は倉吉弁にもみられる。
連母音の融合は、鳥取市ではほとんど起こらないが、八頭郡では「赤い」→「あけえ」、「大工」→「でえく」のように[ai]が[ee]になり、岩美郡では「赤い」→「あきゃあ」、「大工」→「でゃあく」のように[ai]が[jaa]になる（郡の範囲は平成の大合併前のもの）。また智頭町では、「黒い」→「くれえ」のように[oi]が[ee]になる現象があるが、他地域ではほとんどない。
西日本方言では一般に母音の無声化は少ないが、鳥取県では全域で関東方言などと同様に盛んに無声化する。「き」「く」「ち」「し」のような無声子音+[i]・[u]の部分にアクセントの高い部分が来ない場合に、無声化が顕著である。

## 文法
因州弁は中国方言の一種であるが、断定の助動詞に「～だ」を用い、「～じゃ」を用いる山陽地方と異なる。この「～だ」は、山陰地方全体に共通する。ただし、岡山県に近い智頭町や若桜町では「～じゃ」も用いる。ワ行五段動詞の連用形音便は「思った」のような促音便であり、ウ音便は鳥取県下では智頭町のみで用いられる。理由・原因の「～（だ）から」には「～（だ）けー」を使い、進行「～ょーる」と完了・結果「～とる」を使い分けるのは山陽地方の方言と共通する。

## 表現・語彙
| 因州弁               | 標準語                             | 使用例                                                                                           | 備考 |
| -------------------- | ---------------------------------- | ------------------------------------------------------------------------------------------------ | --- |
| あっとろし           | ああ恐ろしい、ああびっくりした     |                                                                                                  | 富山弁では「おっとろし」や「あいおっとろし（なんて恐ろしい）」が用いられる。                                         |
| えらい               | つかれた（苦しい）                 | 今日は暑いけぇえらいっちゃ（今日は暑いから疲れるよ）                                             | 後述の「しんどい」より優勢的に用いられる                                                                             |
| おおきに             | ありがとう                         |                                                                                                  | |
| おせ                 | 大人、年寄り                       |                                                                                                  | |
| おる                 | いる                               |                                                                                                  | |
| ぐすい               | ゆるい                             | ボルトがぐすくてはまらん（ボルトがゆるくてはまらない）頭がぐすい（頭がわるい）                   | よくない状態のときにつかう                                                                                           |
| さあ                 | そう                               | さあいな（そうだね）                                                                             | 同意を示す際に使う。標準語の、よくわからないことを意味する「さあ」とは、イントネーションおよび後に続く語で区別する。 |
| じるい               | （地面が）ぬかるんでいる           |                                                                                                  | |
| しんどい             | つかれた（つらい）                 |                                                                                                  | |
| しわい               | かたい、手ごわい                   | 肉がしわい（肉が硬い）しわい問題（手ごわい問題）                                                 | |
| せる                 | あわてる、いそぐ、（時間が）進む   | 何をせっとるだ（どうしてあわてているの？）時計がせっとる（時計が((実際の時間よりも))進んでいる） | |
| たいぎー             | めんどくさい                       |                                                                                                  | |
| たばこ               | 休憩                               | たばこしんさい（休憩しなさい）                                                                   | たばこするとはあまり言わない                                                                                         |
| だまっとれ           | 黙りなさい                         |                                                                                                  | |
| だらず               | あほ                               |                                                                                                  | 「あほう」「たわけ」「ばか」とともに使用 足りない（＝足らず）が語源                                                  |
| つかんさい           | どうぞ～してください               |                                                                                                  | 相手にすすめるときに使う。                                                                                           |
| てわやく             | 手先でコソコソ遊ぶこと             | てわやくやめんさい                                                                               | |
| とろける             | 片付ける                           |                                                                                                  | |
| なんぼ               | いくつ（個数、年齢）、いくら（値段 |                                                                                                  | |
| ばんなりまして       | こんばんは                         |                                                                                                  | |
| ほんに               | 本当に                             |                                                                                                  | 関西などで使われる「ホンマに」と同じ意味                                                                             |
| めぐ                 | 壊す                               |                                                                                                  | ガ行五段活用の動詞                                                                                                   |
| やる                 | あげる                             |                                                                                                  | |
| ようけ               | たくさん                           |                                                                                                  | |
| よう＋動詞の否定形   | ～できない                         | よう言わん（わ）、よう行かん（わ）、ようせん（わ）                                               | |
| わったい！           | なんてことだ！                     |                                                                                                  | - |
| ～だっちゅーの       | ～なんだよ                         |                                                                                                  | - |
| ～っちゃ             | ！                                 | いやだっちゃ（いやだ！）                                                                         | 語尾に付けて強意として使われるが、ただ単に語尾表現として使われている。                                               |
| ～だけぇー           | ～だから                           |                                                                                                  | 他に、～やけぇー、～じゃけぇー、～だけぇなー                                                                         |
| ～だがな             | ～でしょ                           | 自分の番だがな（自分の番ですよ）                                                                 | |
| ～たがな             | ～でしょ                           | 言ったがな（言ったでしょ）                                                                       | |
| ～がな               | ～ですよ                           | 知らんがな（知りませんよ）                                                                       | |
| ～げ                 | ～っぽい、～そう                   | 綺麗げ（綺麗そう）                                                                               | 方言？ |
| ～ごせぇ             | ～ください                         | それごせぇ（それをください） してごせぇ（してください）                                          | 何かを頼むときに使われる。最近ではあまり使用されなくなってきているが、お年寄りを中心に東中部で使われている。         |
| ～なー               | ～ですね                           | たいぎーなー（めんどくさいですね）                                                               | |
| ～なった             | ～された                           | ～しとんなったで（～しておられたよ）                                                             | 尊敬語として使われる                                                                                                 |
| ～ぞなぁー           | ～だよねぇ                         | 広いぞなぁー（広いよねぇ）                                                                       | |
| ～んさい             | ～しなさい                         | はようしんさい（早くしなさい）、やりんさい（やりなさい）                                         | |
| ～がいや             | ～でしょ                           | 見たがいや（見たでしょ）                                                                         | |
| ～かいや             | ～なさいよ                         | はよせんかいや（早くしなさいよ）                                                                 | |
| ～せいや             | ～しなさい                         | ちゃんとせいや（しっかりしなさい）                                                               | |
| ～しようや           | ～しようよ                         | 野球しようや（野球しようよ）                                                                     | |
| ～だで               | ～だよ                             | そうだで（そうだよ）                                                                             | 「いこうや」「しようや」が「いこうで」「やろうで」に置き換えられる                                                   |
| ～だいや             | ～んだい                           | 何言っとっだいや（何を言っているんだい）                                                         | |
| ～から               | ～で・・・が                       | 今日はどっから集会があるだ？（今日はどこで集会があるの？）                                       | |
| ドンドロケ           | カミナリ                           | すぐ近くにドンドロケが落ちた！                                                                   | |
| ～ワイ（ヤ）         | ～わ！                             | 知らんワイ（ヤ）！ やかましいワイ（ヤ）！                                                        | 強く否定するときに使う                                                                                               |
| ～へん、せん         | ～ない                             | そんなことすりゃーヘン（セン）！ （そんなことしません）                                          | 関西弁のヘンと同じ                                                                                                   |
| ～んさった。なった。 | ～された                           | ～しとんさったで（～しておられたよ）                                                             | 尊敬語として使われる                                                                                                 |
| ワリャ（ワ）         | お前                               | ワリャ何しとるだいや！（お前は何をしてるんだ！）                                                 | 男言葉で目下に対して使う 関西のワレと同じ                                                                            |
| げぇ（家ぇ）         | ～の家                             | おめぇげぇーの（おまえの家の）                                                                   | |

## 因州弁に関連した人物・作品など
- 平林都（マナースクール経営者）……八頭郡若桜町出身。会話の中に因州弁のイントネーションがしばしば散見される。
- 47都道府犬 -  声優バラエティー SAY!YOU!SAY!ME!内で放映された短編アニメ。郷土の名産をモチーフにした犬たちが登場する。鳥取県は、鳥取砂丘がモチーフの鳥取犬として登場し、『いいですだぁけぇ。』など話す。声優は、鳥取県出身の下田麻美が担当している。